# Франц Дефреггер
Франц фон Дефреггер (нім. Franz von Defregger; 30 квітня 1835 — 2 січня 1921) — австрійський художник жанрового та історичного живопису, представник мюнхенської школи образотворчого мистецтва.

## Біографія
Народився 30 квітня 1835 року в Едерхофі біля Штронаха, Східний Тироль (нині — Ізельсберг-Штронах, Австрія) в селянській родині. Після смерті батька у 1860 році продав маєток й, виплативши частину своїм сестрам, намагався емігрувати до Північної Америки, проте невдало. Переїхав до Інсбрука, де навчався у скульптора, професора місцевої школи ремесел Міхаеля Штольця.
Перебуваючи у Мюнхені восени 1860 року, був відрекомендований відомому німецькому художнику Карлу Теодору фон Пілоті. Відвідував підготовчий клас Королівської школи художніх промислів з викладачем Германом Діком. 19 липня 1861 року Ф. Дефреггер витримав вступний іспит до мюнхенської Академії образотворчих мистецтв. Здійснивши подорож до Парижа, де він самостійно займався малюнком людського тіла і ґрунтовно вивчив музеї, художні колекції та майстерні, 8 липня 1865 року Дефреггер повернувся в Мюнхен і працював над своїми ескізами.
Протягом 1867—1870 років разом з Гансом Макартом і Габріелем Максом працював у майстерні Пілоті. Роботи Дефреггера швидко завоювали успіх у публіки.
З 1878 по 1910 роки Франц Дефреггер обіймав у мюнхенській Академії образотворчих мистецтв посаду професора історичного живопису в класі композиції. Серед його учнів були Ловіс Корінт, Гуго Енгель.
Дефреггеру особливо подобався портрет, роботи на теми селянського побуту, а також драматичні сцени боротьби Тіролю за свободу 1809 року.
У 1883 р. Дефреггеру був присвоєний дворянський титул, ще за життя він був нагороджений численними призами та нагородами. Співпрацював з іншими художниками-прихильниками мюнхенської школи мистецтва, наприклад, з Рудольфом Эппом.
Помер 2 січня 1921 року в Мюнхені. Похований у родинному склепі на північному цвинтарі Нордфрідхоф.

## Галерея

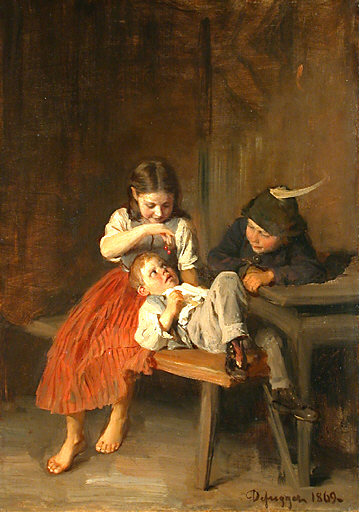
Діти, що їдять вишні
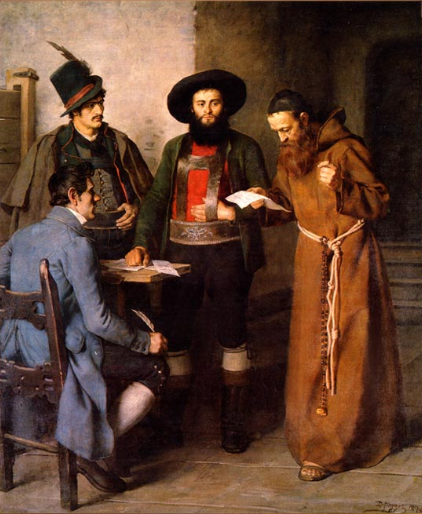
Тирольські герої
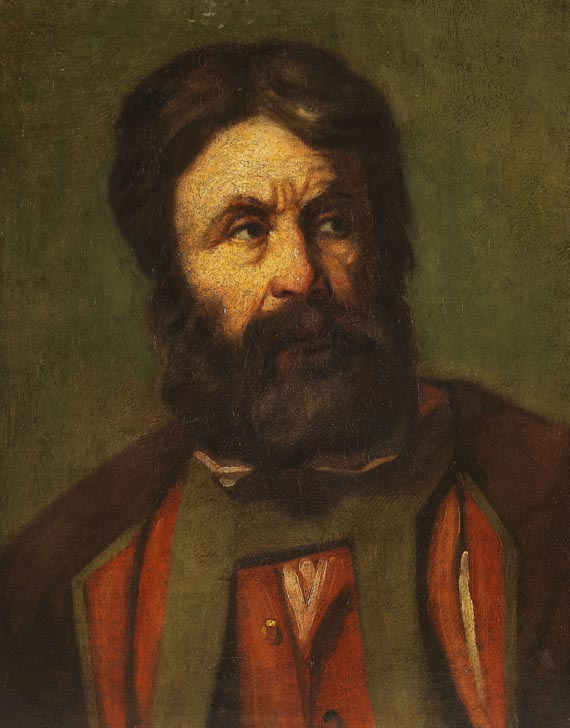
Портрет селянина в тірольському костюмі.
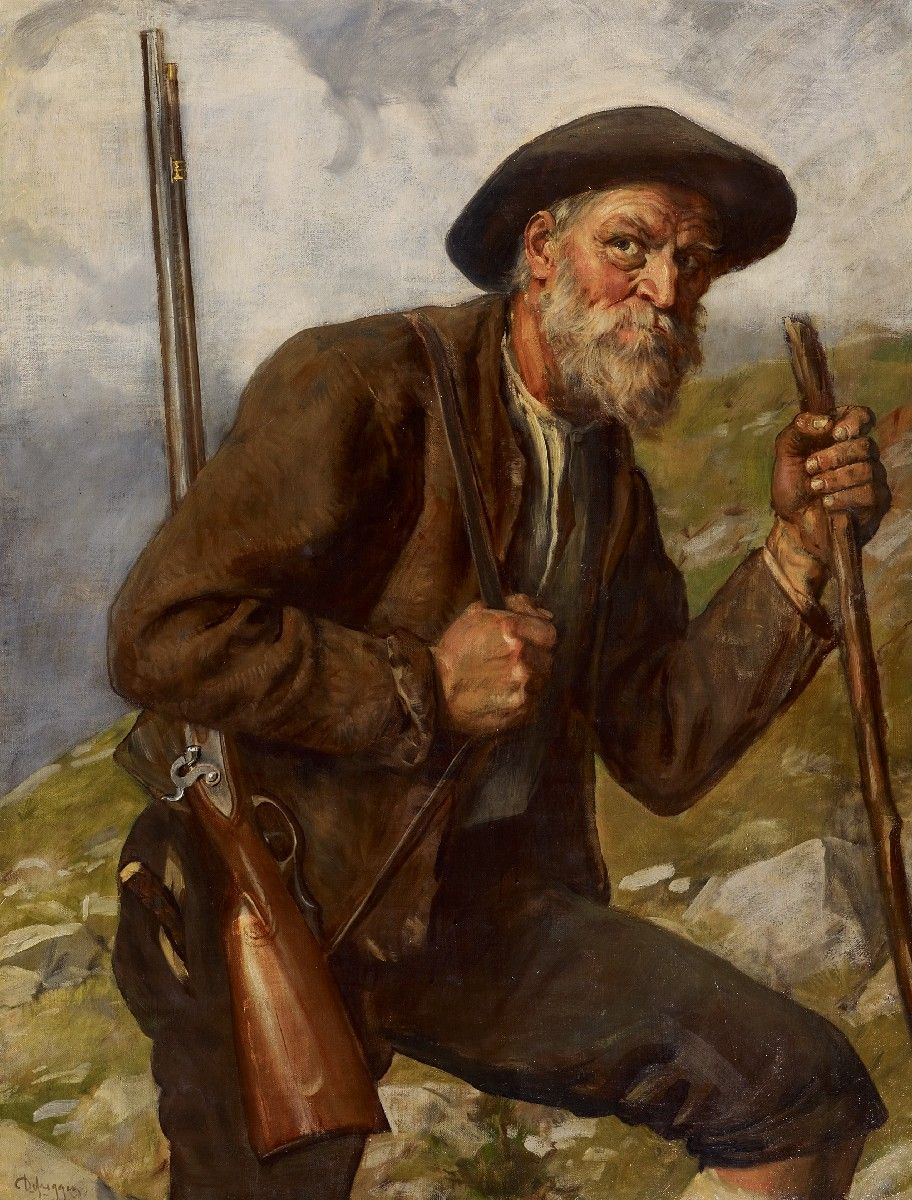
Мисливець
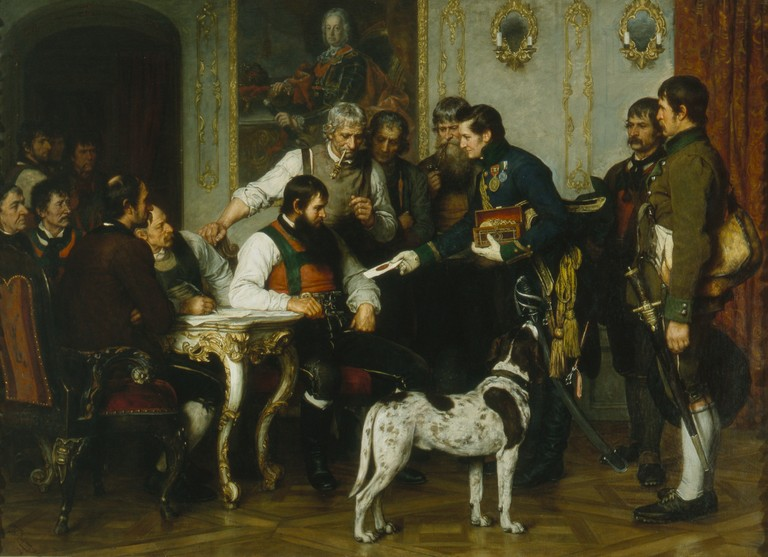
Андреас Хофер зі своїми радниками у Імператорському палаці в Інсбруку
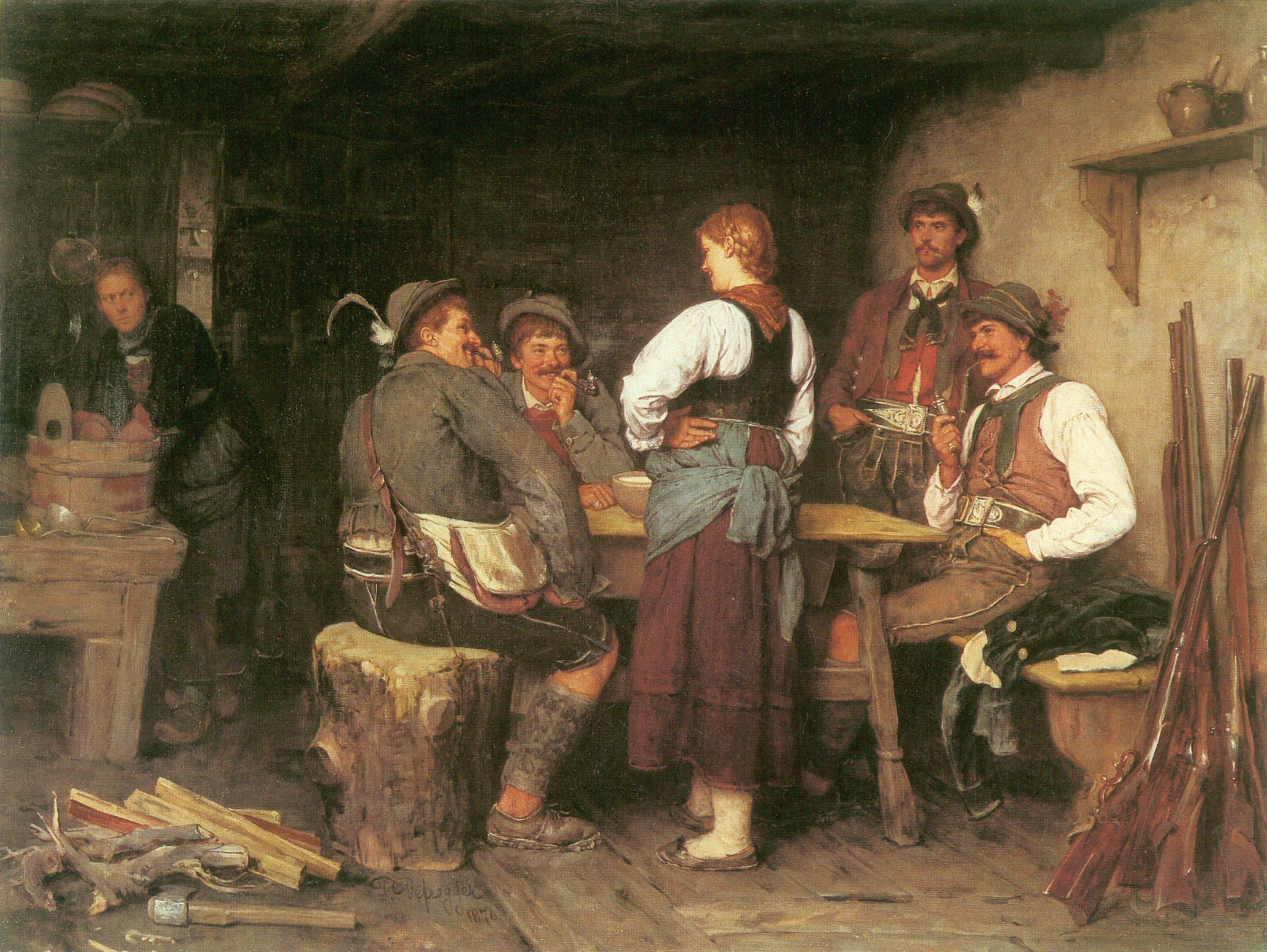
Браконьєри на відпочинку
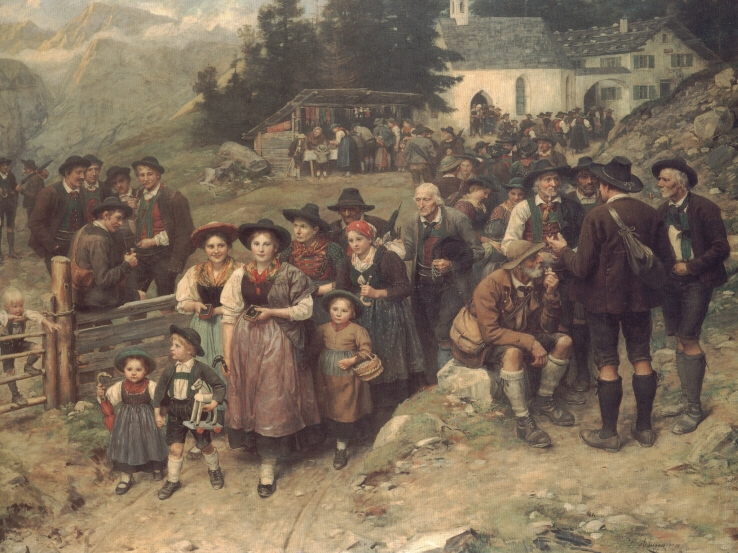
Паломники